# Tomás León
Tomás León Ortega (* 21. Dezember 1826 in Mexiko-Stadt; † 18. März 1893 ebenda) war ein mexikanischer Komponist und Pianist.

## Leben
León hatte als Kind Klavierunterricht bei seiner Mutter und war später Schüler des Organisten José María Oviedo. Bereits im Alter von vierzehn Jahren wirkte er als Organist an der Kirche San Felipe Neri. 1854 gehörte er neben Agustín Balderas und José Antonio Gómez y Olguín zur Jury, die über die Ausschreibung der Komposition der Mexikanischen Nationalhymne (Text: Francisco González Bocanegra) entschied.
Nachdem er bereits 1854 am niederländischen Hof aufgetreten war, erwarb sich León einen internationalen Ruf als Pianist. Zu seinem Repertoire gehörten neben den Werken Bachs, Beethovens und Haydns auch die zu dieser Zeit populären Klavierbearbeitungen von Opern Rossinis und Verdis und die revolutionären Werke Chopins. 1856 trat er mit dem Pianisten Oscar Pfeiffer mit dessen Phantasie über Themen der Oper Ernani auf. Weitere seiner musikalischen Partner waren die Violinisten Frantz Jehin-Prume und José White Lafitte.
1866 war León Gründungsmitglied der Sociedad Filarmónica und wurde Lehrer an deren Konservatorium. 1881 erhielt er einen Preis der Stadt Mexiko für seine Komposition Flores Mexicana. Das Centro Nacional de Inverstigación, Documentación e Información Musical „Carlos Chavéz“ gab 1993 eine Faksimileausgabe seiner Klavierwerke heraus.